# Viața și aventurile soldatului Ivan Cionkin
Viața și aventurile (extraordinare ale) soldatului Ivan Cionkin (în rusă Жизнь и необыча́йные приключе́ния солда́та Ива́на Чо́нкина, în cehă Žvot a neobyčejná dobrodružství vojáka Ivana Čonkina) este un film de comedie de război romantic din 1994 regizat de Jiří Menzel, bazat pe primele două cărți ale trilogiei de romane cu același nume a lui Vladimir Voinovici. Scenariul a fost scris de Zdenek Sverák și Vladimir Voinovici. Rolurile principale au fost interpretate de actorii Ghenadi Nazarov, Zoia Buriak, Vladimir Iliin și Aleksei Harkov. O coproducție internațională între Rusia, Cehia, Regatul Unit, Franța și Italia, a intrat în competiție la a 51-a ediție a Festivalului Internațional de Film de la Veneția, unde a primit Medalia de Aur din partea Președintelui Senatului Italiei.
Având loc într-un sat rus în timpul celui de-Al Doilea Război Mondial, filmul este o parodie a filmelor de război sovietice.

## Prezentare
Filmul are loc în 1941 în Uniunea Sovietică, înainte și în timpul primelor luni de conflict din al Doilea Război Mondial.
Un mic avion militar U-2 avariat este forțat să efectueze o aterizare de urgență lângă micul sat Krasnoe. Avionul nu poate fi remorcat cu ușurință, așa că Ivan Chonkin este trimis să-l păzească.
Chonkin este un soldat care servește la o unitate militară staționată în apropierea satului. Un om nepretențios și simplu și departe de a fi un soldat exemplar, Ivan își face serviciul militar în divizia logistică a regimentului, ajutând la gătirea meselor unității și la mutarea proviziilor.
Chonkin este trimis în sat și, în cele din urmă, găsește cazare la poștărița satului, Nura. Curând, mută avionul în curtea colibei Nurei și se mută cu ea definitiv.
Se împrietenește cu negustorul Gladișev, care își dedică timpul liber unui experiment: altoirea între o plantă de cartof și o plantă de tomate. Totul pare să decurgă în cel mai bun mod posibil, dacă excludem izbucnirea absurdă de gelozie a lui Ivan față de un porc pe care Nura l-a crescut cu dragoste și îl ține acasă. Dar izbucnește războiul: radioul transmite știrile, trezindu-l din letargie pe președintele gospodăriilor, care este dornic să ceară comenzi. Singurul semn de război este însă excursia unei vaci în grădina „experimentală” a lui Gladișev, care stârnește ostilitatea furioasă a acestuia, care își vede bizarul experiment distrus și îl denunță serviciilor secrete pe soldatul Chonkin și pe poștărița sa blondă...
Iadul se dezlănțuie din cauza înlocuirii confuze a cuvântului „blondă” cu „bandă” în interpretarea alarmată a unor lideri militari. Bănuind acțiunea unui comando subversiv, un batalion se îndreaptă spre sat. În zorii zilei, după atacul la baionetă și stingerea cocktail-urilor Molotov (nu s-a precizat că au fost aruncate aprinse), trupele au dispărut în fața mitralierei avionului folosită de Nura. Apoi o lovitură de tun lovește casa și îl amețește pe Chonkin, pe care generalul îl îmbrățișează mai târziu ca pe un erou, după ce a lămurit neînțelegerea. Chonkin, totuși, preferă să zboare cu ajutorul Nurei, avionul funcționând incredibil de bine după o perioadă mai lungă de inactivitate.

## Distribuție
Aproape toți actorii sunt din Rusia:
- Ghenadi Nazarov – Ivan Chonkin
- Zoia Buriak⁠(d) – Nura
- Vladimir Iliin⁠(d) – Golubev
- Aleksei Jarkov⁠(d) – Gladișev
- Valeri Zolotuhin⁠(d) – Kilin
- Zinovi Gerdt⁠(d) – Moisei Stalin
- Sergei Garmaș – Milyaga
- Maria Vinogradova – Bunica Dunia
- Iuri Dubrovin⁠(d) – Volkov
- Marián Labuda – Opalikov
- Aleksandr Garin – Svintsov
- Valery Nikolaev⁠(d) – Balashov
- Sergei Stepancenko⁠(d) – Plechevoy
- Alexander Ielagin⁠(d) – Malakhov

## Producție
Producătorul Eric Abraham și soția sa Katya Kraus, fondatorii Portobello Pictures, au cumpărat drepturile de film ale cărții lui Voinovici încă din 1986, dar au fost nevoie de câțiva ani pentru a realiza proiectul. Încă de la început, Abraham a fost interesat ca Jiří Menzel să regizeze filmul. A avut un buget în jur de trei milioane de dolari americani.
Au avut loc filmări în Milovice.